# پایگاه آب‌نشین لیتل فری
پایگاه آب‌نشین لیتل فری (به انگلیسی: Little Ferry Seaplane Base) یک فرودگاه همگانی بهره‌برداری هوایی است که یک باند فرود آب دارد و طول باند آن ۱۶۷۶ متر است. این فرودگاه در کشور ایالات متحده آمریکا قرار دارد و در ارتفاع ۰ متری از سطح دریا واقع شده‌است.